# Rosemarie Lindt
Pour les articles homonymes, voir Lindt.
Rosemarie Lindt, née en 1939 à Düsseldorf (Rhénanie), est une actrice et ballerine allemande qui a été active dans le cinéma italien entre 1963 et 1979, tant dans des films d'auteur que dans des films de genre et des productions de série B (notamment des poliziotteschi et des comédies érotiques à l'italienne),. Elle a également joué dans la coproduction austro-italienne Mieux vaut faire l'amour (1967).

## Biographie
Lindt a étudié la danse à l'Université Folkwang d'Essen avec Kurt Jooss et au Studio Wacker à Paris avec Nora Kiss. En tant que danseuse étoile, elle se produit à l'Opernhaus Wuppertal, à l'Opernhaus Düsseldorf (de), à l'Opéra de Paris, au Théâtre Sarah Bernhardt, au Teatro Regio di Torino, au Teatro Flaiano, au Teatro Argentina, au Teatro Villa Celimontana, au Teatro Tordinona et à la salle Paul VI du Vatican.
Sa filmographie compte une trentaine de titres, dont le film de Pupi Avati intitulé Bordella (1976). Elle apparaît également dans de nombreux romans-photos, dont Satanik (1965). Elle entretient une relation amoureuse avec Jacques Herlin, avec lequel elle partage un appartement à Rome à partir de 1966,. Elle parle couramment l'allemand, le français, l'italien et l'anglais.
Elle se marie ensuite à Alfred Piccolo et s'appelle depuis lors Rosemarie Lindt-Piccolo. Ensemble, ils vivent à New York. Elle y a dirigé le Lindt Ballet Theater (anciennement connu sous le nom d'International Ballet Dance Center). Auparavant, elle a enseigné le ballet au Hunter College. Elle a également chorégraphié des œuvres originales avec Alfred Piccolo, qui les a écrites et interprétées : The Ghosts of Music Hall, That Verona Affair, The Cavalier of Venice Casanova, The Last Days of Pompeii, The Roman Carousel.

## Filmographie
- 1963 : La ballata dei mariti (it) de Fabrizio Taglioni (it)
- 1964 : Hercule l'invincible (Ercole l'invincibile) d'Alvaro Mancori

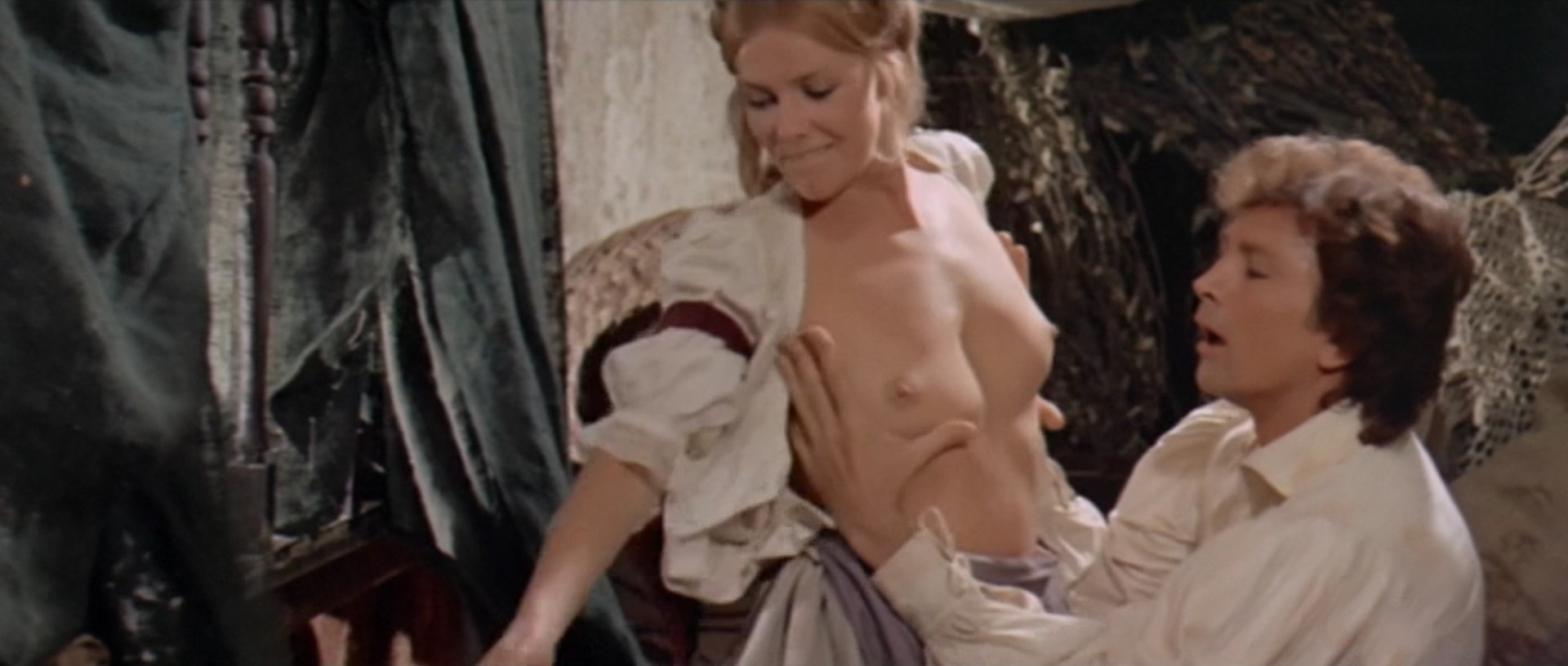
Rosemarie Lindt et Osvaldo Ruggieri dans Les Plaisirs charnels du nouveau Décaméron 300 (1972).

- 1964 : Les Martiens ont douze mains (I marziani hanno dodici mani) de Castellano et Pipolo
- 1965 : Don Camillo en Russie (Il compagno Don Camillo) de Luigi Comencini
- 1967 : Mieux vaut faire l'amour (Susanne – die Wirtin von der Lahn) de Franz Antel
- 1969 : Oui à l'amour, non à la guerre (Frau Wirtin hat auch einen Grafen) de Franz Antel
- 1969 : L'Auberge des plaisirs (Frau Wirtin hat auch eine Nichte) de Franz Antel
- 1969 : Perversion (Gli insaziabili) d'Alberto De Martino
- 1970 : Il vaut mieux coucher avec une sirène que de dormir la fenêtre ouverte (Die fleißigen Bienen vom fröhlichen Bock) de Hans Billian
- 1972 : Canterbury proibito d'Italo Alfaro
- 1972 : Société anonyme anti-crime (La polizia ringrazia) d'Steno
- 1972 : Les Plaisirs charnels du nouveau Décaméron 300 (Decameron '300) de Renato Savino
- 1972 : Qui l'a vue mourir ? (Chi l'ha vista morire?) d'Aldo Lado
- 1972 : Valeria dentro e fuori (it) de Brunello Rondi
- 1972 : Contes érotiques ou la Sexologie de Pierre l'Arétin (I giochi proibiti de l'Aretino Pietro) de Piero Regnoli
- 1973 : Winchester, Kung-fu et Karaté (…altrimenti vi ammucchiamo) de Yeung Man Yi
- 1973 : ...e continuavano a mettere lo diavolo ne lo inferno (it) de Bitto Albertini
- 1973 : La Curieuse (it) (Maria Rosa la guardona) de Marino Girolami
- 1973 : Quando i califfi avevano le corna d'Amasi Damiani
- 1973 : Les Contes de Viterbury (I racconti di Viterbury - Le più allegre storie del '300) de Mario Caiano
- 1973 : L'Enfer des héros (Eroi all'inferno) de Joe D'Amato
- 1973 : Je suis une call-girl ou Tous les chemins mènent à l'homme (Amanda - Le avventure erotiche di una ragazza squillo) d'Yves Coste / Guy Gibert[4]
- 1974 : Il était une fois une petite culotte (La cameriera) de Roberto Bianchi Montero
- 1974 : Seduzione coniugale de Franco Daniele
- 1975 : Emmanuelle et Françoise (Emanuelle e Françoise le sorelline) de Joe D'Amato
- 1975 : Calore in provincia (it) de Roberto Bianchi Montero
- 1975 : Un flic hors-la-loi (L'uomo della strada fa giustizia) d'Umberto Lenzi
- 1975 : Salon Kitty de Tinto Brass
- 1976 : Vento, vento, portali via con te (it) de Mario Bianchi
- 1976 : Bordella de Pupi Avati
- 1976 : L'Exécuteur (Gli esecutori) de Maurizio Lucidi
- 1976 : Maîtresse à tout faire (it) (Calde labbra) de Demofilo Fidani
- 1979 : Porno erotico western (it) d'Angelo Pannacciò